# Panaxia albipuncta
Panaxia albipuncta là một loài bướm đêm thuộc phân họ Arctiinae, họ Erebidae.